# فرایند وان آرکل-د بور
فرایند وان آرکِل-دِ بور (به انگلیسی: van Arkel–de Boer process)، همچنین به عنوان فرایند یدید (به انگلیسی: iodide process) یا فرایند بلورمیله‌ای (به انگلیسی: crystal-bar process) شناخته می‌شود، اولین فرایند صنعتی برای تولید تجاری تیتانیوم شکل‌پذیر (به انگلیسی: ductile) خالص، زیرکونیوم و برخی فلزات دیگر بود. آنتون ادوارد ون آرکل و یان هندریک د بور در سال ۱۹۲۵ توسعه دادند اکنون در تولید مقادیر کم تیتانیوم فراخالص و زیرکونیوم استفاده می‌شود. این در درجه اول شامل تشکیل یدیدهای فلز و تجزیه بعدی آنها برای تولید فلز خالص است.
این فرایند از نظر تجاری توسط فرایند کرال جایگزین شد.

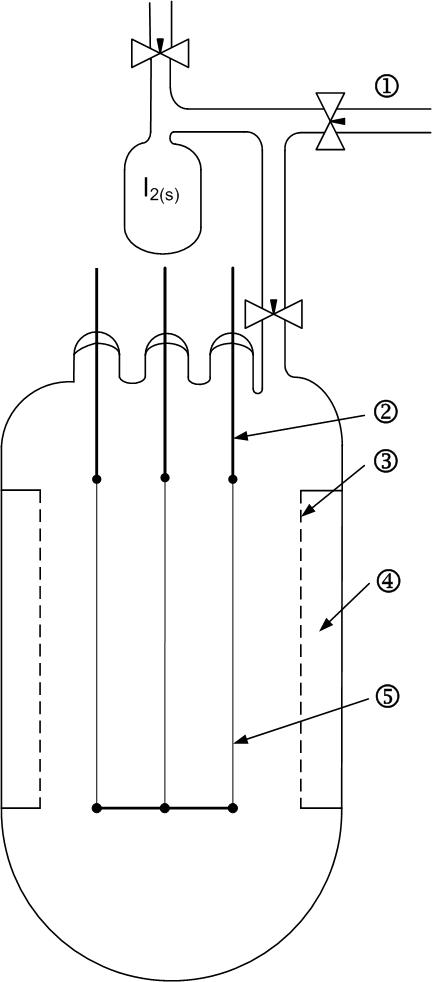
دستگاهی که برای این فرایند استفاده می‌شود. بدنه اصلی شیشه کوارتز است. (۱) به پمپ خلاء، (۲) الکترود مولیبدنوم ۶ میلی‌متری، (۳) شبکه مولیبدنوم، (۴) محفظه برای فلز خام، (۵) سیم تنگستن

## فرایند
همان‌طور که در نمودار زیر مشاهده می‌شود، تیتانیوم ناخالص، زیرکونیوم، هافنیم، وانادیم، توریم یا پروتاکتینیم در یک ظرف تخلیه شده با هالوژن در دمای ۵۰–۲۵۰ درجه سانتی گراد گَرم می‌شود. این حق اختراع به‌طور خاص شامل واسطه TiI4 و ZrI4 بود که تبخیر می‌شدند (ناخالصی‌ها را به صورت جامد باقی می‌گذاشتند). در فشار اتمسفر TiI4 در ۱۵۰ درجه سانتی گراد ذوب می‌شود و در ۳۷۷ درجه سانتی گراد می‌جوشد، در حالی که ZrI4 در ۴۹۹ درجه سانتی گراد ذوب می‌شود و در ۶۰۰ درجه سانتی گراد می‌جوشد نقطه جوش در فشار کاهش یافته کمتر است. فلز گازوار (به انگلیسی: gaseous) تترایدید بر روی یک رشته تنگستن گداخته تجزیه می‌شود (۱۴۰۰ درجه سانتی گراد). همان‌طور که فلز بیشتری نشانده (به انگلیسی: deposited)می‌شود، رسانایی فیلامان بهتر می‌شود و بنابراین جریان الکتریکی بیشتری برای حفظ دمای رشته نیاز می‌شود. این فرایند بسته به تنظیمات ویژه می‌تواند در بازه زمانی چند ساعت یا چند هفته انجام شود.
به‌طور کلی، فرایند بلورمیله‌ای را می‌توان با استفاده از هر تعداد فلز با استفاده از هر هالوژن یا ترکیبی از هالوژن‌ها برای آن نوعِ سازکار انتقال، بر اساس واکنش‌های مربوطه، انجام داد. تنها فلزاتی که از آن برای خالص‌سازی در مقیاس صنعتی استفاده شده‌است تیتانیم، زیرکونیم و هافنیم هستند و در واقع امروزه هنوز در مقیاس بسیار کوچکتر برای نیازهای خلوص خاص استفاده می‌شود.